# Carl Oetker

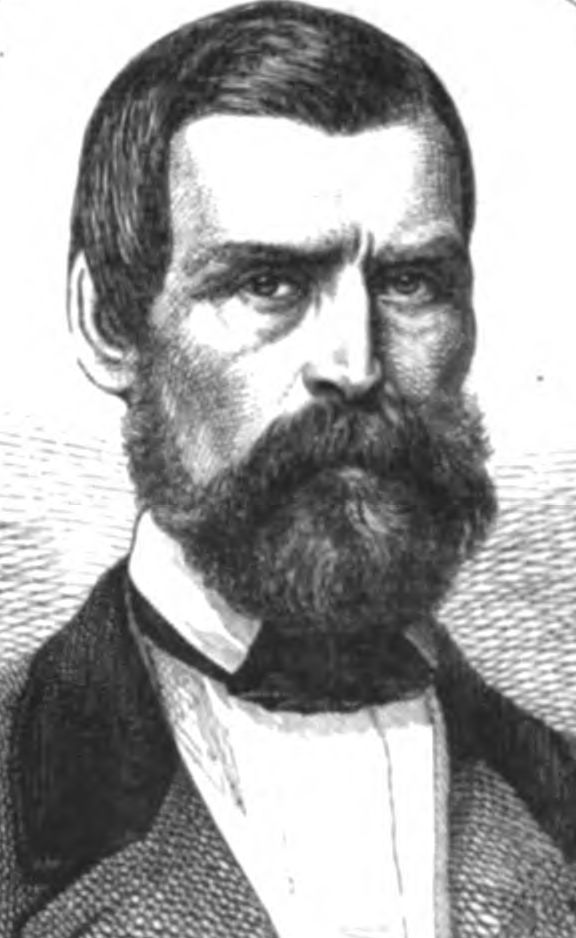
Carl Oetker, 1863

Carl Friedrich Oetker (auch Karl; * 22. September 1822 in Rehren; † 24. August 1893 in Berlin) war ein deutscher Jurist, liberaler Politiker und Parlamentarier.

## Ausbildung und Beruf
Oetker stammte aus einer ländlichen Familie. Sein Vater Christian Oetker (1775–1847) war Landwirt, Böttcher und Besitzer einer Mühle. Carl Oetker war der Bruder von Friedrich Oetker und war mit Klementine Heusinger von Waldegg (1824–1871) verheiratet. Aus der Ehe ging der Sohn Friedrich (1854–1937, Rechtswissenschaftler) hervor.
Nach dem Abschluss des Gymnasiums in Rinteln studierte er ab 1842 Rechtswissenschaften an der Universität Marburg. Das Studium schloss er mit sehr gutem Erfolg ab. Wegen der bekannten liberalen Haltung seines Bruders Friedrich konnte er in Kurhessen nicht in den juristischen Vorbereitungsdienst eintreten. Er schlug daher die akademische Laufbahn ein und promovierte 1847 und habilitierte sich im selben Jahr noch in Göttingen. Dort war er auch als Privatdozent an der juristischen Fakultät tätig.
Mit der Märzrevolution war das Einstellungshindernis beseitigt. Da Oetker mit Klementine Heusinger von Waldegg verlobt war und eine Familie gründen wollte, gab er den Lehrberuf auf und wurde Obergerichtsanwalt in Kassel. Zunächst zusammen mit seinem Bruder betrieb er eine Anwaltskanzlei. Nachdem er durch die Verteidigung in einem Mordprozess in den 1850er Jahren psychisch stark belastet worden war, konzentrierte er sich auf das Zivilrecht und Angelegenheiten der freiwilligen Gerichtsbarkeit.

## Kurhessischer Verfassungskonflikt
Nach dem Bruch der kurhessischen Verfassung durch das Ministerium von Ludwig Hassenpflug wurde Friedrich Oetker die zentrale Figur der Opposition. Sein Bruder Carl Oetker hat ihn als Rechtsbeistand unterstützt und hat sich mit juristischen Mitteln der Regierung entgegengestellt. Zusammen mit Heinrich von Sybel und Adam Pfaff verteidigte er den Bruder erfolgreich vor dem Kasseler Schwurgericht. Nachdem die Regierung im Herbst 1850 den Kriegszustand verhängt hatte, wurde die Druckerei, in der die von Friedrich Oetker redigierte Neue hessische Zeitung gedruckt wurde, militärisch besetzt. Carl Oetker erwirkte ein Urteil, dass den Abzug der Soldaten sowie das Verbot einer weiteren Behinderung der Zeitung zur Folge hatte. In der Folge erreichte er auch ein Urteil das die Freilassung des vom Militär verhafteten Bruders zum Inhalt hatte. Das Militär weigerte sich allerdings dem Folge zu leisten. Nachdem dieser später freigekommen und emigriert war, übernahm Carl Oetker den Anteil seines Bruders an der gemeinsamen Kanzlei. Nach Ende des Kriegszustandes im Jahr 1854 erwirkte Oetker die Einstellung eines Strafverfahrens gegen seinen Bruder, was diesem die Rückkehr erlaubte.
In den folgenden Jahren machte sich Oetker unter anderem durch die Rechtsvertretung der vom Zusammenbruch der Kurhessischen Leih- und Commerzbank betroffenen Gläubiger einen Namen.

## Mitglied der hessischen Ständeversammlung
Mit dem Beginn der neuen Ära in Preußen verbesserten sich auch die politischen Spielräume in Kurhessen wieder. Friedrich Oetker kehrte nach Kassel zurück und begann zusammen mit seinem Bruder Carl für die Wiederherstellung der Verfassung von 1831 zu agitieren. Nach Gründung des Deutschen Nationalvereins trat Oetker diesem bei. Die Ziele einer bundesstaatlichen Einigung auf kleindeutscher Basis hat er aktiv unterstützt.
Nachdem die Verfassung in Kurhessen 1862 wiederhergestellt worden war, wurde Oetker in den Kurthessischen Kommunallandtag gewählt. Dem Gremium gehörte er bis zu seiner Auflösung an. Er machte sich in diesem bald einem Namen. Dazu zählte der 1866 zusammen mit seinem Bruder erfolgreich eingebrachte Antrag auf Einführung der Ministeranklage. Auch als Jurist hatte Erfolge im Kampf gegen Gesetze der Regierung Hassenpflug, so etwa setzte er in einem Prozess die Jagdfreiheit durch.

## Außerparlamentarisches Engagement
Mit der Besetzung Kurhessens durch Preußens war Oetkers parlamentarische Rolle erstmal beendet. Als Redner oder Gutachter blieb er dem politischen Leben aber eng verbunden. Oetker war Vorstandsmitglied der nationalliberalen Partei, versuchte aber auch die hessischen Interessen zu vertreten. Das Haus der Kurfürsten hat er juristisch in einem Rechtsstreit gegen die preußische Regierung unterstützt, ohne ein förmliches Mandat anzunehmen. Oetker war Vorsitzender des Vorsteheramtes der lutherischen Gemeinde in Kassel. Dabei hat er vor allem kirchliche Wohlfahrtseinrichtungen gefördert. An der Neufassung des hessischen Landeskirchenrechts war Oetker als Mitglied der außerordentlichen Synoden von 1869/70 und 1884 beteiligt. Daneben beteiligte er sich an der beruflichen Selbstverwaltung. So war er lange Zeit Vorsitzender der Anwaltskammer in Kassel. Auch in kommunalen Gremien war er mehrfach vertreten.

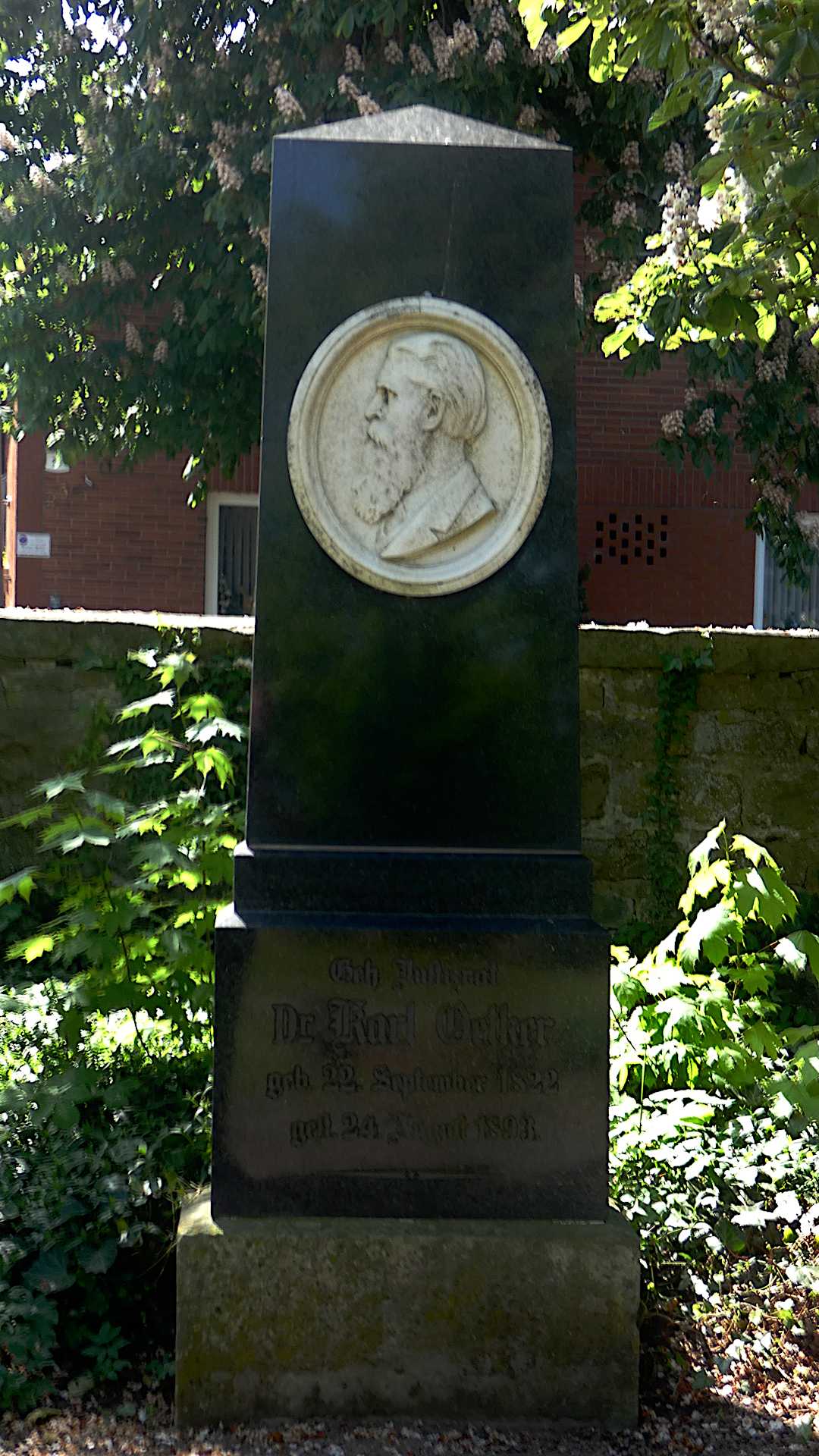
Das Grabmal in Hattendorf.

## Preußisches Abgeordnetenhaus und Reichstag
Nach dem Tod seines Bruders kehrte Oetker ins politische Leben im engeren Sinn zurück und übernahm 1881 dessen Wahlkreis im preußischen Abgeordnetenhaus in Rinteln. Dem Haus gehörte er bis zu seinem Tod an. In den Jahren 1884 und 1887 wurde er auch für den Reichstagswahlkreis Regierungsbezirk Kassel 1 in den Reichstag gewählt. In beiden Parlamenten gehörte er der nationalliberalen Fraktion an. Aus gesundheitlichen Gründen konnte nur selten im Plenum reden, arbeitete aber in den Ausschüssen und in den Fraktionen aktiv mit.
Der Würzburger Strafrechtslehrer Friedrich August Heinrich Oetker war sein Sohn.